# Diecezja Janaúba

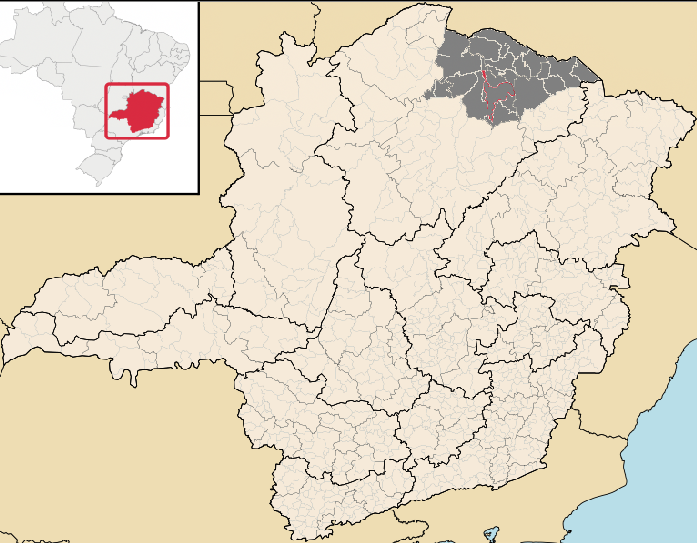
Diecezja Janaúba.

Regional CNBB Leste 2.

Diecezja Janaúba (łac. Dioecesis Ianaubena) – diecezja Kościoła rzymskokatolickiego w Brazylii. Należy do metropolii Montes Claros wchodzi w skład regionu kościelnego Leste II. Została erygowana przez papieża Jana Pawła II bullą Maiori bono Christifidelium w dniu 5 lipca 2000.